# Ar
 Ovo je glavno značenje pojma Ar. Za kemijski element pogledajte Argon.
Ar je mjerna jedinica za površinu.
1 ar jednak je:
- površini kvadrata čije su stranice dugačke 10 metara
- 100 m2
- 1/100 hektara